# Roman Zaleski
Roman Zaleski (ur. 27 maja 1892 w Krakowie, zm. 4 listopada 1968 w Katowicach) – porucznik pilot Wojska Polskiego, kawaler Orderu Virtuti Militari.

## Życiorys
Syn Józefa i Jadwigi. Ukończył szkołę realną w Kijowie. Początkowo studiował na Politechnice Ryskiej, a następnie na Wydziale Budowy Maszyn Politechniki Warszawskiej. Od 1915 pracował w Straży Obywatelskiej oraz w Komitecie Obywatelskim stołecznego miasta Warszawy.
W odrodzonym Wojsku Polskim rozpoczął służbę w listopadzie 1918. Brał udział w opanowaniu warszawskiego lotniska, na którym był później mechanikiem płatowców. Od czerwca 1919 uczeń Krakowskiej Szkoły Pilotów, a po jej ukończeniu skierowany początkowo do 11 eskadry wywiadowczej, a później przeniesiony do 1 eskadry wywiadowczej. W tej ostatniej walczył na frontach wojny polsko-bolszewickiej. Od lipca do sierpnia 1920 w niewoli u bolszewików, z której udało mu się uciec. 25 czerwca 1920 awansowany na stopień plutonowego pilota. Jako ochotnik poleciał samolotem rozpoznać Lidę. Udało mu się wykonać zadanie pomimo straty swojego obserwatora i trudnych warunków atmosferycznych, jakie panowały podczas lotu. Uhonorowany za wykonane zadanie Krzyżem Srebrnym Orderu Virtuti Militari.
W grudniu 1920 otrzymał urlop akademicki na dokończenie studiów. Po ich ukończeniu pracował w Urzędzie Patentowym jako radca prawny. W 1927 był na Śląsku pracownikiem Zakładów Hohenlohego Spółka Akcyjna. We wrześniu 1939 nie był zmobilizowany, ponieważ potrzebny był dla przemysłu. Zmarł w Katowicach, a jego prochy spoczęły na cmentarzu w Lipinach Śląskich.
Żonaty z Romaną z Serwińskich. Mieli córkę Dorotę oraz syna Tomasza.

## Ordery i odznaczenia
- Krzyż Srebrny Orderu Wojskowego Virtuti Militari nr 8109 – 27 lipca 1922[2][1]
- Polowa Odznaka Pilota nr 117[3] „za loty bojowe nad nieprzyjacielem w czasie wojny 1918–1920”